# Schœnbourg
Ne doit pas être confondu avec Schœnenbourg.
Pour les articles homonymes, voir Schoenburg.
Schœnbourg [ʃønbuʁ]  est une commune française située dans la circonscription administrative du Bas-Rhin et, depuis le 1er janvier 2021, dans le territoire de la Collectivité européenne d'Alsace, en région Grand Est.
Cette commune se trouve dans la région historique et culturelle d'Alsace et fait partie du parc naturel régional des Vosges du Nord.
Linguistiquement, Schœnbourg se situe dans la zone du francique rhénan.

## Géographie

### Localisation
La commune est à 3,6 km de Lohr, 5,6 de Bust, 6,3 de Eschbourg et 12,3 de Phalsbourg.

### Écarts ou lieux-dits
- Langmattermuehl, sur la route D 722 reliant Graufthal (commune d'Eschbourg) avec Neumuehle (commune de Hangviller en Moselle).

### Communes limitrophes
| Lohr                 |            |           |
| Bust                 | Schœnbourg |           |
| Hangviller (Moselle) | Pfalzweyer | Eschbourg |

### Sismicité
Commune située dans une zone 3 de sismicité modérée.

### Géologie et relief
La commune se compose de 38,74 hectares de territoires artificialisés (7,60 %), 240,63 hectares de territoires agricoles (47,18 %) et 230,94 hectares de forêts et milieux semi-naturels (45,28 %).
Espaces naturels :
- Cinq espace protégé hors Natura 2000 Vosges du Nord :

Réserve de Biosphère, zone tampon, Vosges du nord,
Réserve de Biosphère, zone tampon, Moselle sud,
Réserve de Biosphère, zone de transition, Vosges du nord,
Réserve de Biosphère, zone de transition, Moselle sud,
Parc naturel régional, Vosges du nord,
- Trois zones naturelles d'intérêt écologique, faunistique et floristique (Znieff) :

Paysage agricole et forestier diversifié d'Alsace Bossue,,
Forêts des plateaux gréseux des Vosges du Nord,
Prairies à Ottwiller, Siewiller et Bust.

### Hydrographie et les eaux souterraines
Hydrogéologie et climatologie : Système d’information pour la gestion des eaux souterraines du bassin Rhin-Meuse :
Système d’information pour la gestion des eaux souterraines du bassin Rhin-Meuse]
Territoire communal : Occupation du sol (Corinne Land Cover); Cours d'eau (BD Carthage),
Géologie : Carte géologique; Coupes géologiques et techniques,
Hydrogéologie : Masses d'eau souterraine; BD Lisa; Cartes piézométriques.

### Hydrographie
La commune est dans le bassin versant du Rhin au sein du bassin Rhin-Meuse. Elle est drainée par la Zinsel du Sud, le ruisseau le Rehbach et le ruisseau le Fohnbach,,.
La Zinsel du Sud, d'une longueur totale de 30,9 km, prend sa source dans la commune de Wintersbourg et se jette  dans la Zorn à Steinbourg, après avoir traversé 15 communes. 

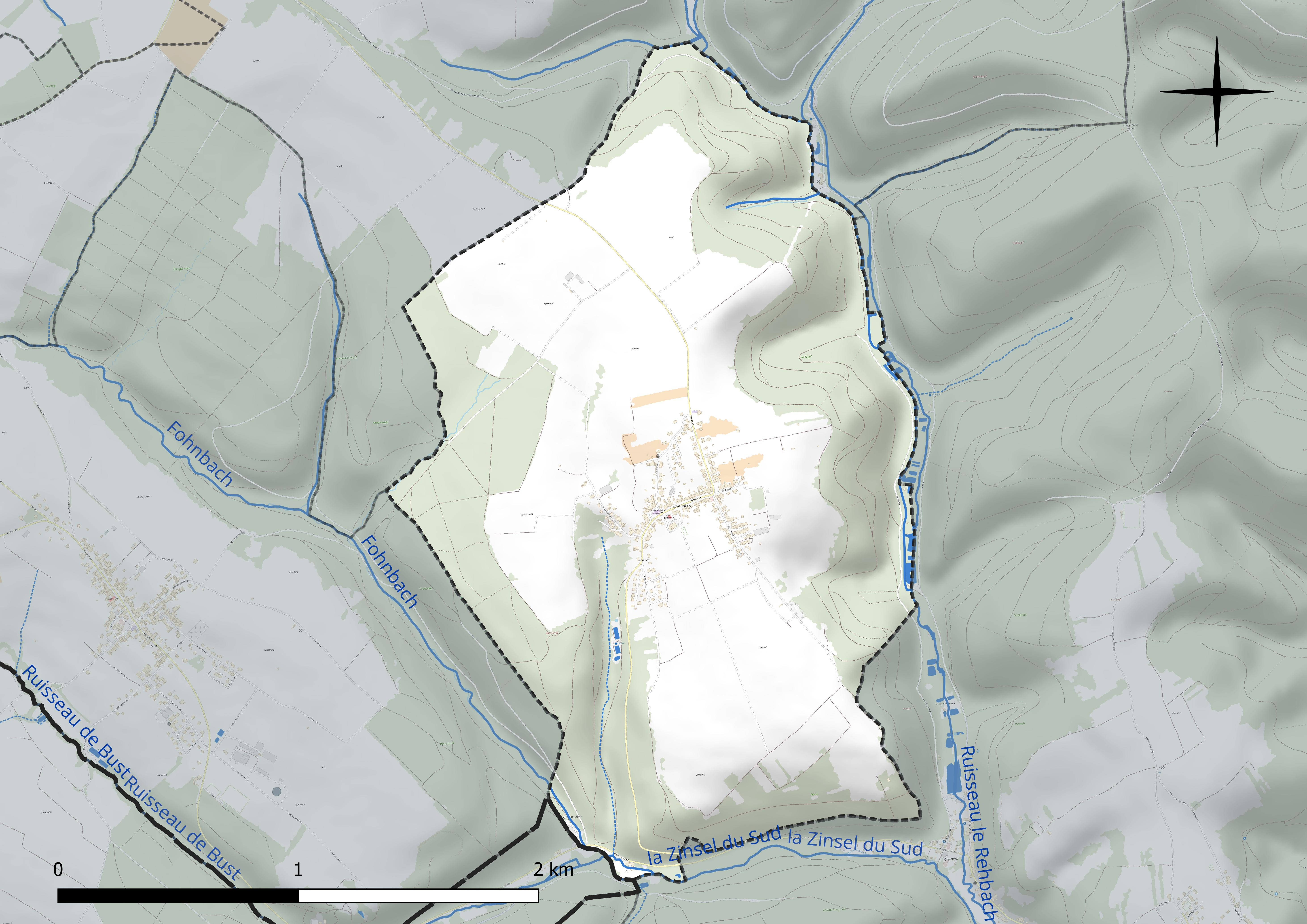
Réseau hydrographique de Schoenbourg.

### Climat
Pour des articles plus généraux, voir Climat du Grand Est et Climat du Bas-Rhin.
En 2010, le climat de la commune est de type climat des marges montargnardes, selon une étude du Centre national de la recherche scientifique s'appuyant sur une série de données couvrant la période 1971-2000. En 2020, Météo-France publie une typologie des climats de la France métropolitaine dans laquelle la commune est exposée à un climat semi-continental et est dans la région climatique  Vosges, caractérisée par une pluviométrie très élevée (1 500 à 2 000 mm/an) en toutes saisons et un hiver rude (moins de 1 °C). 
Pour la période 1971-2000, la température annuelle moyenne est de 9,7 °C, avec une amplitude thermique annuelle de 17,2 °C. Le cumul annuel moyen de précipitations est de 1 009 mm, avec 12,1 jours de précipitations en janvier et 10,4 jours en juillet. Pour la période 1991-2020, la température moyenne annuelle observée sur la station météorologique de Météo-France la plus proche, « Berg », sur la commune de Berg à 11 km à vol d'oiseau, est de 10,4 °C et le cumul annuel moyen de précipitations est de 801,8 mm. 
La température maximale relevée sur cette station est de 37,4 °C, atteinte le 25 juillet 2019 ; la température minimale est de −16,8 °C, atteinte le 7 février 2012,,. 
Les paramètres climatiques de la commune ont été estimés pour le milieu du siècle (2041-2070) selon différents scénarios d'émission de gaz à effet de serre à partir des nouvelles projections climatiques de référence DRIAS-2020. Ils sont consultables sur un site dédié publié par Météo-France en novembre 2022.

### Voies de communications et transports

#### Voies routières
- Autoroute A4, aussi appelée autoroute de l’Est : Échangeurs Phalsbourg, Saverne, Sarre-Union.

#### Transports en commun

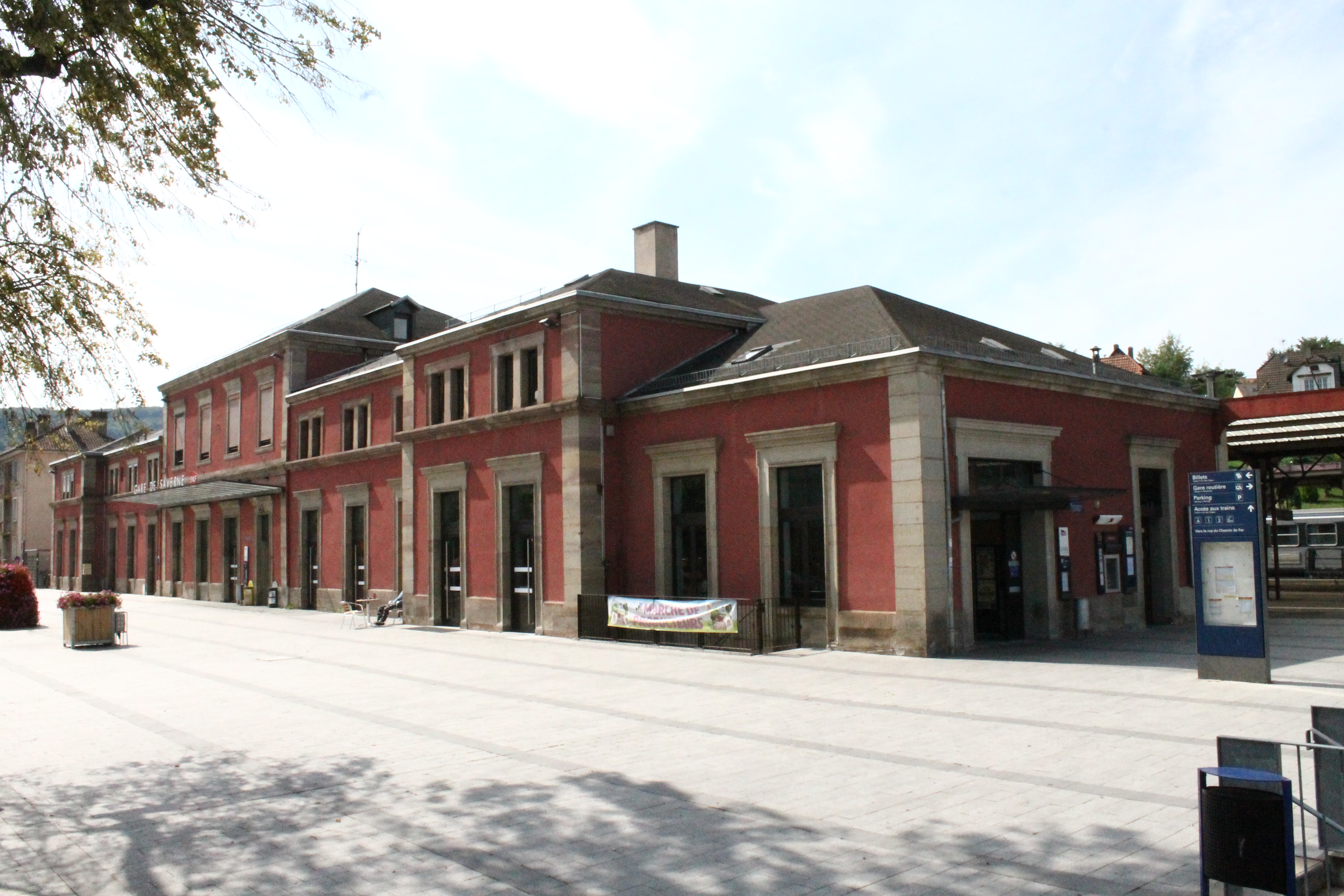
La gare de Saverne.

- Fluo Grand Est.
- Transports en Alsace.

#### Lignes SNCF
- Gare de Saverne
- Gare de Zornhoff-Monswiller
- Gare de Lutzelbourg
- Gare de Tieffenbach - Struth
- Gare de Steinbourg

## Urbanisme

### Typologie
Au 1er janvier 2024, Schœnbourg est catégorisée commune rurale à habitat dispersé, selon la nouvelle grille communale de densité à sept niveaux définie par l'Insee en 2022.
Elle est située hors unité urbaine et hors attraction des villes,.

### Occupation des sols

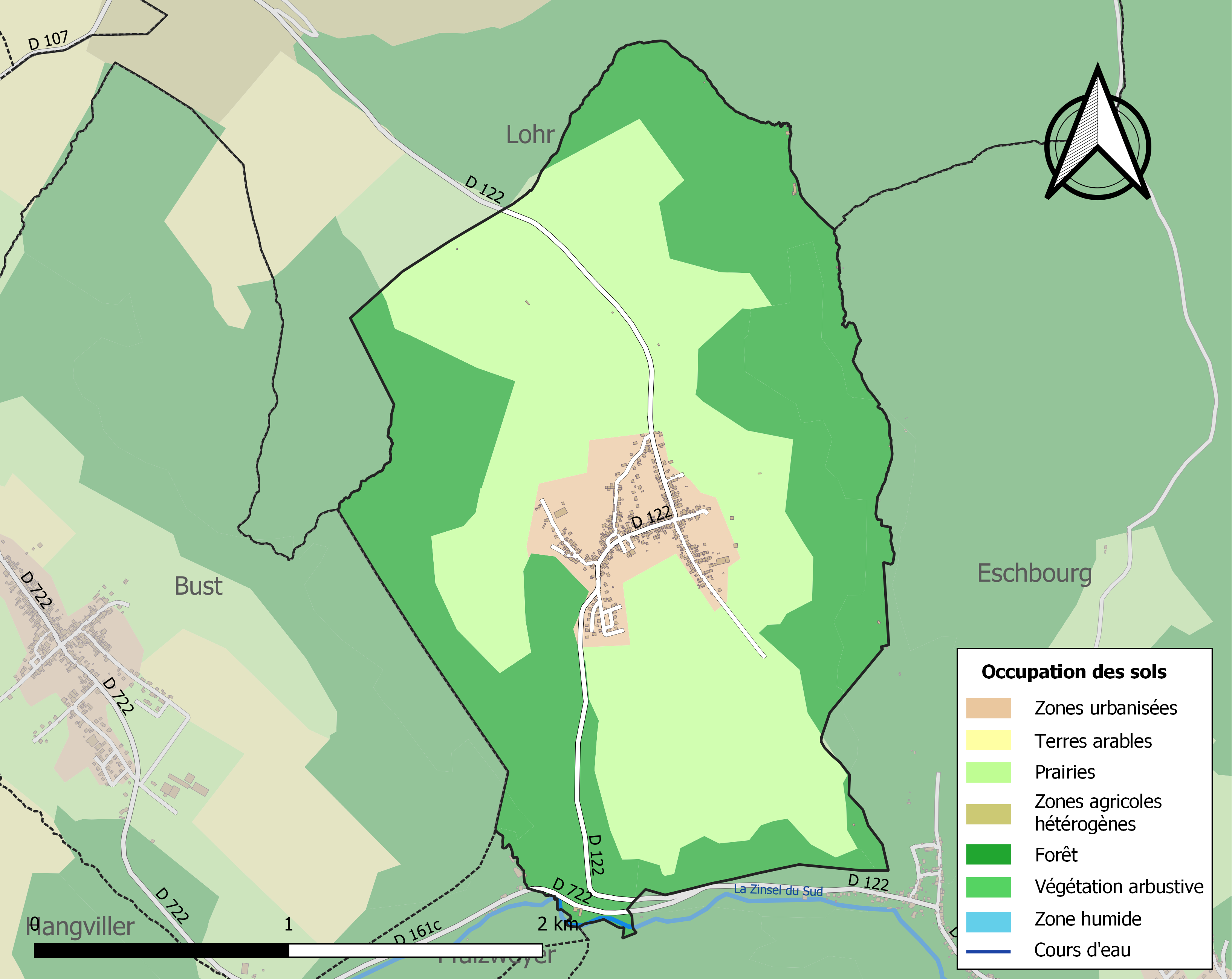
Carte des infrastructures et de l'occupation des sols de la commune en 2018 (CLC).

L'occupation des sols de la commune, telle qu'elle ressort de la base de données européenne d’occupation biophysique des sols Corine Land Cover (CLC), est marquée par l'importance des territoires agricoles (47,1 % en 2018), en diminution par rapport à 1990 (51,5 %). La répartition détaillée en 2018 est la suivante : prairies (47,1 %), forêts (45,3 %), zones urbanisées (7,6 %).
L'IGN met par ailleurs à disposition un outil en ligne permettant de comparer l'évolution dans le temps de l'occupation des sols de la commune (ou de territoires à des échelles différentes). Plusieurs époques sont accessibles sous forme de cartes ou photos aériennes : la carte de Cassini (XVIIIe siècle), la carte d'état-major (1820-1866) et la période actuelle (1950 à aujourd'hui).

### Toponymie
- De l'adjectif germanique schön « beau » + burg « ville fortifiée ».
- Schoenbourg (1793), Schoeubourg (1801).

## Histoire
L'église a été construite par les luthériens et les réformés de la paroisse de Schoenbourg en 1807, et inaugurée le 27 mai 1807 par le pasteur Daniel Lix de Hangwiller. La tour-porche date de 1933 et porte la signature de E. Buchi.

## Politique et administration
| Période                                  | Période                   | Identité                                     | Étiquette | Qualité    |
| ---------------------------------------- | ------------------------- | -------------------------------------------- | --------- | ---------- |
| Les données manquantes sont à compléter. |                           |                                              |           |            |
| 2018                                     | En cours (au 31 mai 2020) | André Spaedig Réélu pour le mandat 2020-2026 |           | Technicien |

### Budget et fiscalité 2023

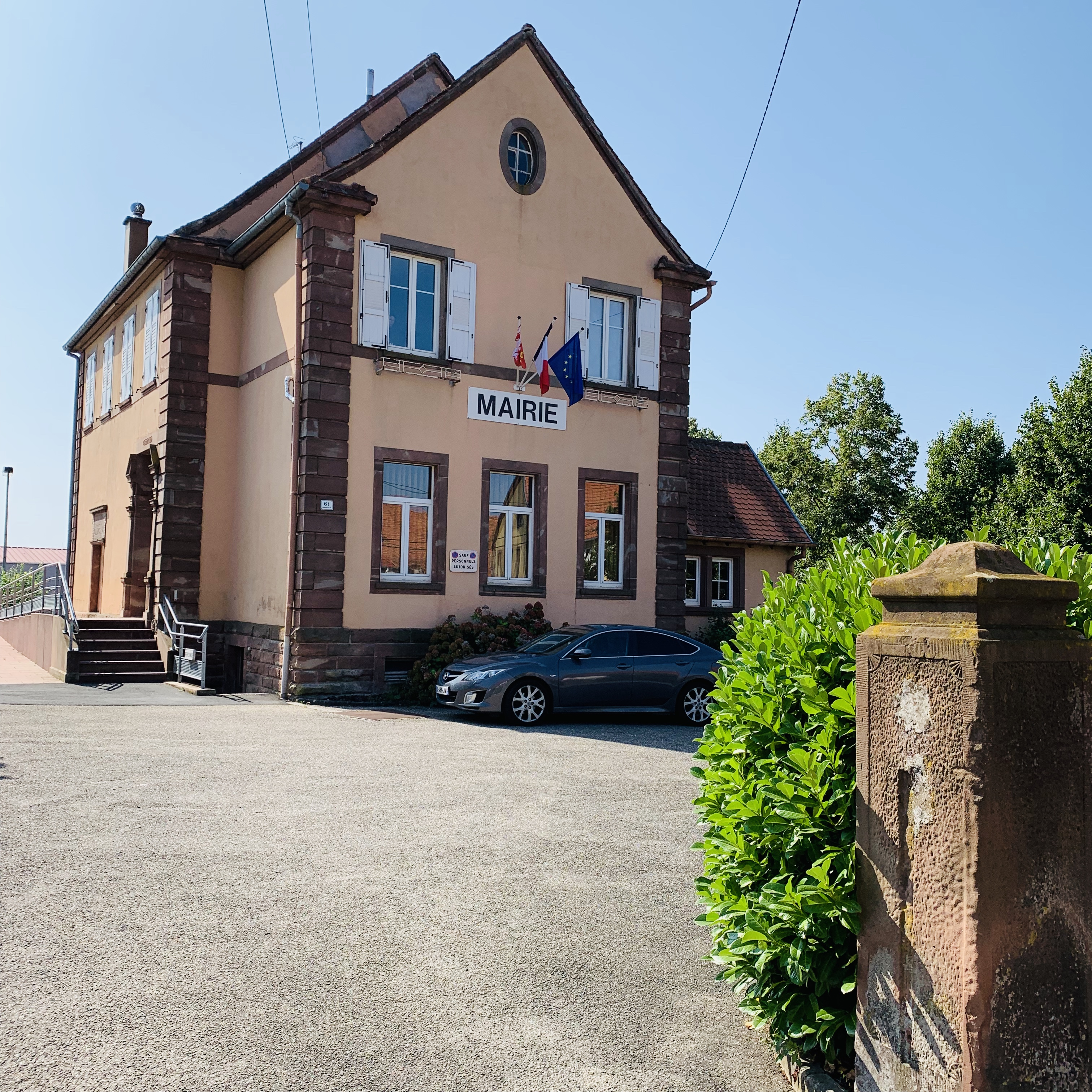
La mairie.

En 2022, le budget de la commune était constitué ainsi :
- total des produits de fonctionnement : 316 000 €, soit 803 € par habitant ;
- total des charges de fonctionnement : 200 000 €, soit 508 € par habitant ;
- total des ressources d'investissement : 24 000 €, soit 62 € par habitant ;
- total des emplois d'investissement : 167 000 €, soit 424 € par habitant ;
- endettement : 250 000 €, soit 637 € par habitant.

Avec les taux de fiscalité suivants :
- taxe d'habitation : 17,47 % ;
- taxe foncière sur les propriétés bâties : 34,92 % ;
- taxe foncière sur les propriétés non bâties : 107,08 % ;
- taxe additionnelle à la taxe foncière sur les propriétés non bâties : 0,00 % ;
- cotisation foncière des entreprises : 0,00 %.

Chiffres clés Revenus et pauvreté des ménages en 2021 : médiane en 2021 du revenu disponible, par unité de consommation : 22 780 €.

## Économie

### Entreprises et commerces

#### Agriculture
- Élevage d'autres bovins et de buffles.
- Culture de céréales, de légumineuses et de graines oléagineuses.
- Élevage d'autres animaux.

#### Tourisme
- Hébergements et restauration à Graufthal, Lohr, Petersbach, La Petite-Pierre.

#### Commerces
- Commerces et services de proximité[35].

## Population et société

### Démographie

#### Évolution démographique
L'évolution du nombre d'habitants est connue à travers les recensements de la population effectués dans la commune depuis 1793. Pour les communes de moins de 10 000 habitants, une enquête de recensement portant sur toute la population est réalisée tous les cinq ans, les populations de référence des années intermédiaires étant quant à elles estimées par interpolation ou extrapolation. Pour la commune, le premier recensement exhaustif entrant dans le cadre du nouveau dispositif a été réalisé en 2005.

En 2022, la commune comptait 371 habitants, en évolution de −14,32 % par rapport à 2016 (Bas-Rhin : +3,17 %, France hors Mayotte : +2,11 %).
| 1793 | 1800 | 1806 | 1821 | 1831 | 1836 | 1841 | 1846 | 1851 |
| ---- | ---- | ---- | ---- | ---- | ---- | ---- | ---- | ---- |
| 282  | 297  | 376  | 448  | 510  | 490  | 482  | 509  | 486  |

| 1856 | 1861 | 1866 | 1871 | 1875 | 1880 | 1885 | 1890 | 1895 |
| ---- | ---- | ---- | ---- | ---- | ---- | ---- | ---- | ---- |
| 447  | 486  | 502  | 530  | 539  | 551  | 501  | 548  | 583  |

| 1900 | 1905 | 1910 | 1921 | 1926 | 1931 | 1936 | 1946 | 1954 |
| ---- | ---- | ---- | ---- | ---- | ---- | ---- | ---- | ---- |
| 624  | 622  | 639  | 561  | 538  | 537  | 547  | 503  | 455  |

| 1962 | 1968 | 1975 | 1982 | 1990 | 1999 | 2005 | 2006 | 2010 |
| ---- | ---- | ---- | ---- | ---- | ---- | ---- | ---- | ---- |
| 462  | 464  | 460  | 446  | 440  | 414  | 448  | 453  | 442  |

| 2015 | 2020 | 2022 | - | - | - | - | - | - |
| ---- | ---- | ---- | - | - | - | - | - | - |
| 434  | 386  | 371  | - | - | - | - | - | - |

### Enseignement
Établissements d'enseignements :
- Mairie-école, 61 rue Principale[41].
- Écoles maternelles et primaires à Eschbourg, Bust, Lohr, Pfalzweyer, Petersbach.
- Collèges à Drulingen, Phalsbourg, Wingen-sur-Moder.
- Lycées à Phalsbourg, Saverne.

### Santé
Professionnels et établissements de santé :
- Médecins à La Petite-Pierre, Drulingen, Phalsbourg.
- Pharmacies à La Petite-Pierre, Drulingen, Phalsbourg.
- Hôpitaux à Phalsbourg, Saverne, Ingwiller.

### Cultes
- Culte catholique, Communauté de paroisses des clochers du Kirchberg[43], Diocèse de Strasbourg.
- Culte protestant, Paroisse de Schoenbourg (Eschbourg, Graufthal)[44].

## Lieux et monuments

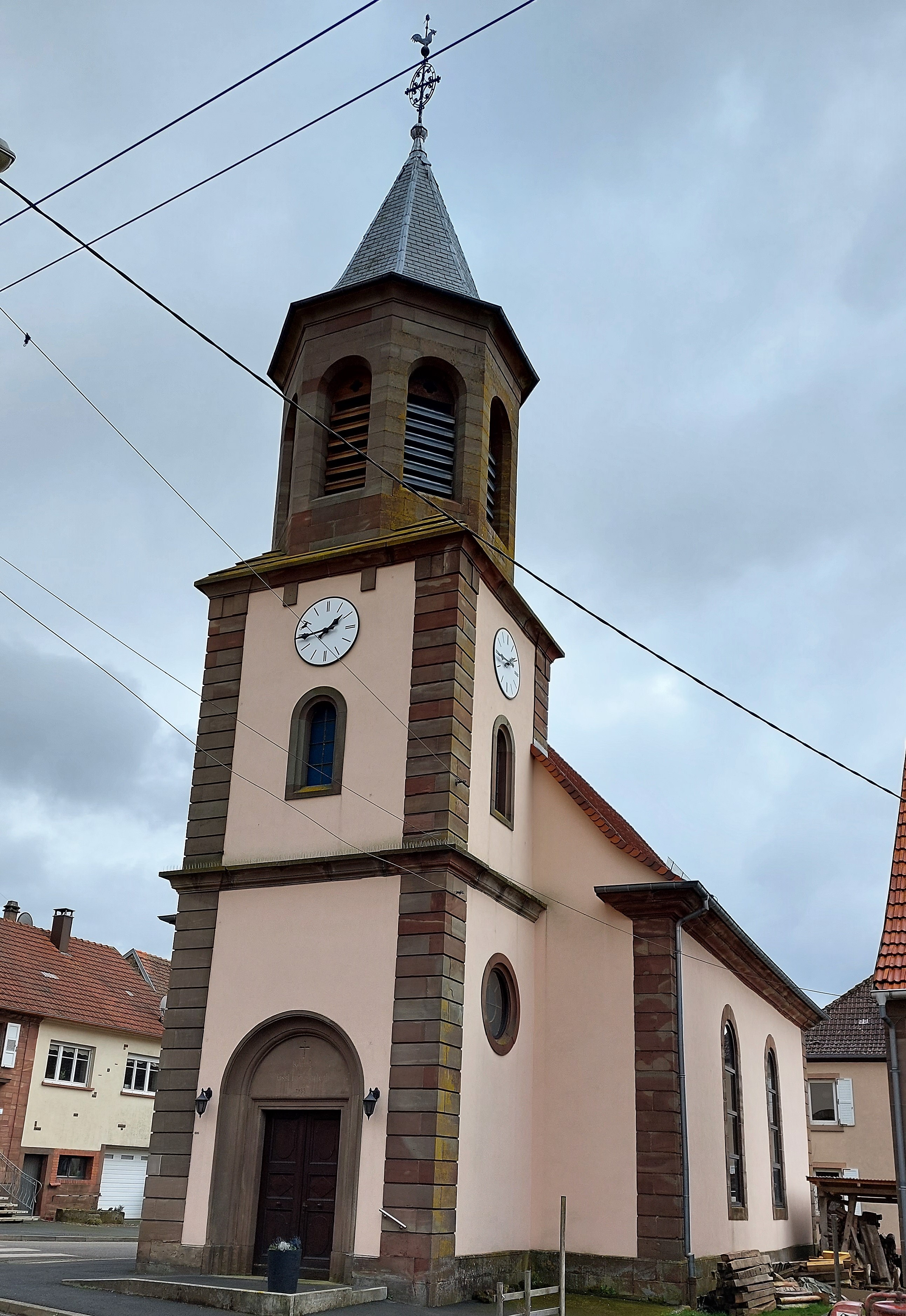
L'église luthérienne.
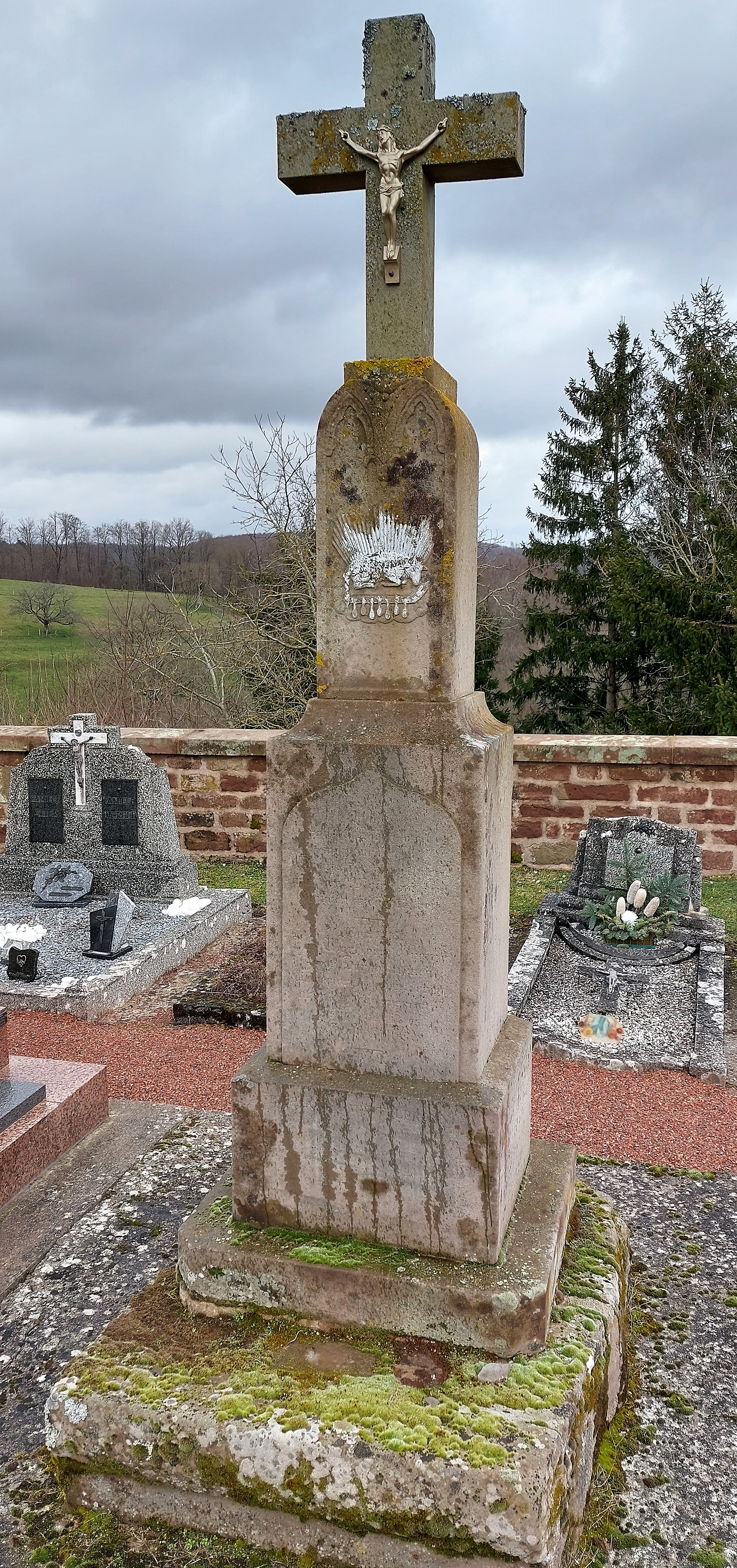
Croix de cimetière.
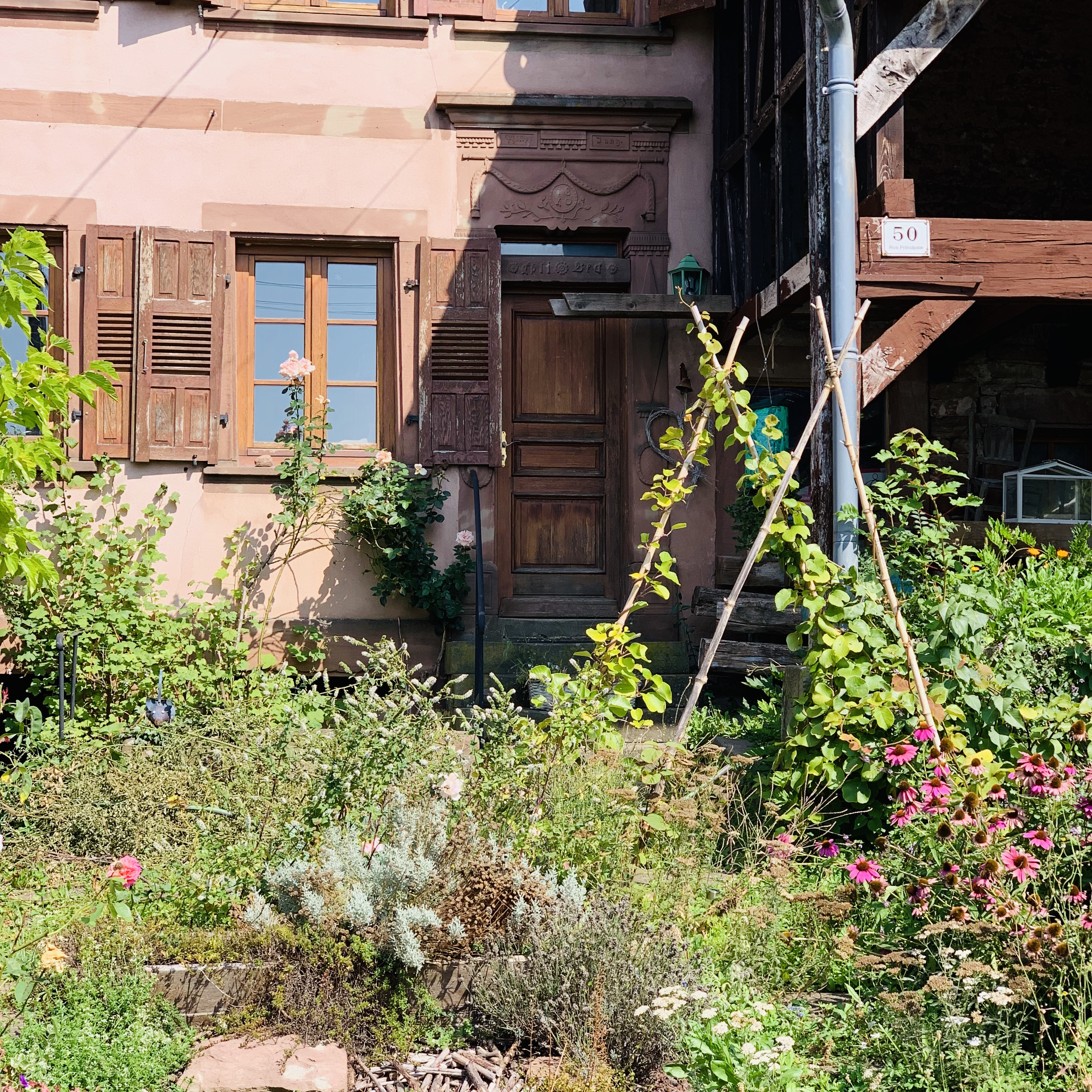
Porte d'une maison de la rue principale datée de 1840.

- Église luthérienne, simultanéum luthéro-réformé[45] :

Orgue de Gaston Kern (L'orgue de 1934 a été remplacé en 1987 par un instrument neuf de Gaston Kern).
Vitraux réalisés en 1962 par Paul Hertzog, artiste originaire de Mulhouse.
- Presbytère[48].
- Cimetière[49].
- Croix de cimetière[50].
- Patrimoine architectural rural recensé par le service régional de l'Inventaire général du patrimoine culturel :

Fermes,,,,,,.
Maisons et fermes.
- L'ancien moulin Langmattermuehle réaménagé en gîte[59].

## Personnalités liées à la commune

### Héraldique
| Blason de Schœnbourg | Blason  | Parti : au premier coupé au I de gueules au chevron d'argent et au II d'or plain, au second d'or aux trois sapins de sinople sur un tertre du même, mouvant de la pointe. |
| Blason de Schœnbourg | Détails | |